# Julie Moss
Julie Moss (15 oktober 1958) is een Amerikaans triatlete, die vooral bekendheid kreeg vanwege haar deelname aan de Ironman Hawaï in 1982.

## Loopbaan
Als onderdeel van haar proefschrift fysiologie deed Moss mee aan de hele triatlon van Hawaï in 1982. Ze nam al snel de leiding in de wedstrijd en had een comfortabele voorsprong. Als debutante was ze echter in de laatste drie kilometers zo uitgedroogd, dat ze alleen nog maar kon zwalken en kruipen vlak voor de finish. Hierbij werd ze alsnog ingehaald door Kathleen McCartney. Door deze beelden wisten veel mensen wat triatlon was. Ook fungeerde het als inspiratiebron.
In 1994 werd ze opgenomen in de "Ironman Hall of Fame".
Julie Moss trouwde in 1989 met de Amerikaanse triatleet Mark Allen. Het huwelijk werd in 2002 ontbonden. In haar veertiger jaren raakte ze in een depressie.

## Palmares

### triatlon
- 1982:  Ironman Hawaï (feb) - 11:10.09
- 1982: 14e Ironman Hawaï (okt) - 11:56.18
- 1983:  Amerikaanse kamp. in Bass Lake - 2:53.28
- 1984:  Triathlon International de Nice - 7:07.01
- 1984:  Cup de Cologne - onbekende tijd
- 1985:  Japan Long Distance Triathlon - 10:04.53[1]
- 1986:  Ironman New Zealand - 8:46.40
- 1987:  Wildflower Triathlon - onbekende tijd
- 1988: 11e Ironman Hawaï - 10:09.51
- 1989:  Japan Long Distance Triathlon - 9:36.42[1]
- 1997: 7e Ironman Australia - 10:00.13
- 1997: 21e Ironman Hawaï - 10:39.28

### atletiek
- 1985:  marathon van Long Beach - 2:54.02
- 1991: 20e Boston Marathon - 2:47.19